# Ocupación japonesa de Camboya
La ocupación japonesa de Camboya fue el periodo de la historia de Camboya, en el marco de la Segunda Guerra Mundial, en que el Reino de Camboya fue ocupado por el Imperio del Japón, a pesar de que oficialmente el protectorado francés sobre el país se mantuvo a través de la Francia de Vichy hasta 1945, momento en qué Camboya se convirtió en un Estado independiente con una presencia militar japonesa.
La ocupación japonesa de Camboya se extendió entre 1941 y 1945 y, en general, la población camboyana escapó de las brutalidades que los japoneses infligieron a los habitantes de otros países del Sudeste Asiático. Incluso cuando, inicialmente, permitieron al régimen de Vichy mantener las estructuras coloniales previas al estallido de la guerra, en 1945 las autoridades japonesas configuraron un Estado títere independiente, gestionado por políticos cercanos en Tokio.

## Historia

### Antecedentes
La guerra franco-tailandesa de 1940-1941 había dejado las autoridades coloniales francesas en una posición de debilidad en Indochina. Así, el gobierno de Vichy firmó un acuerdo con Japón según el cual permitían el paso de las tropas japonesas a través de su colonia, así como establecer soldados al norte del Vietnam, hasta un total de 25.000 hombres.
Mientras tanto, el gobierno tailandés, liderado por el mariscal pro-japonés Plaek Pibulsonggram, y fortalecido gracias al tratado de amistad firmado con Japón, decidió tomar ventaja de la posición de debilidad de Francia, invadiendo el sector occidental de Camboya, sobre el que tenía reclamaciones históricas. Como consecuencia de esta invasión, Tokio hostigó la firma de un tratado, en marzo de 1941, que oficialmente motivaba a los franceses a ceder las provincias de Battambang, Siem Reap y Koh Kong, así como una buena parte del territorio situado entre el paralelo 15 y los montes Dangrek en la provincia de Stung Treng.
Como consecuencia de este tratado, Camboya perdió casi medio millón de ciudadanos, así como una tercera parte de su territorio, que se adjudicaba a Tailandia.

### Ocupación japonesa
En agosto de 1941, el Ejército Imperial Japonés entró en el protectorado francés de Camboya, donde estableció una guarnición de 8 000 soldados. A pesar de su presencia militar, las autoridades japonesas permitieron a la Francia de Vichy mantener los funcionarios coloniales en sus cargos administrativos. El 20 de julio de 1942 hubo una gran manifestación antifrancesa en Nom Pen después de que un reconocido monje, Hem Chieu, fuese arrestado por, supuestamente, realizar sermones sediciosos en la milicia colonial. Las autoridades francesas arrestaron al líder de la manifestación, Pach Chhoeun, y lo obligaron a exiliarse a la isla-prisión de Côn Son.
Pach Chhoen era un respetado intelectual camboyano, asociado con el Instituto Budista y fundador del Nagaravatta, el primer diario abiertamente político escrito en idioma jemer, en 1936, junto con Sim Var. Otro de los hombres detrás del Nagaravatta, Son Ngoc Thanh (magistrado educado a París), también fue culpado de la manifestación, la cual, las autoridades francesas, suponían que había sido realizada alentados por los japoneses.

### Reino colaboracionista de Kampuchea
En 1945, cuando quedaban pocos meses para el fin de la Segunda Guerra Mundial, Japón realizó un golpe de Estado que, temporalmente, eliminó el control francés en Indochina. Los funcionarios franceses fueron retirados de sus posiciones, mientras que las tropas francesas fueron obligadas a desarmarse. El objetivo de este movimiento era ganarse la lealtad de la sociedad civil indochina y alentarlos a luchar por ellos en los últimos meses de guerra.
El 9 de marzo de 1945, el joven rey Norodom Sihanouk proclamó independiente al Reino de Camboya, después de una petición formal de Japón. Poco más tarde, el gobierno japonés ratificó nominalmente la independencia de Camboya, estableciendo un consulado en Nom Pen. El 13 de marzo el rey Sihanouk cambió el nombre oficial del país, pasando del francés «Cambodge» a Kampuchea. El nuevo gobierno también se hizo atrás en la romanización del jemer, empezando a adoptar a nivel administrativo el alfabeto jemer. Esta medida, adoptada por un gobierno que duró muy poco en el cargo, fue muy popular y tuvo larga duración; de hecho, el gobierno de Camboya actualmente todavía no ha podido romanizar la lengua jemer, a pesar de los intentos habidos.
Son Ngoc Thanh volvió a Camboya en mayo. Inicialmente, fue nombrado ministro de asuntos exteriores, a pesar de que dos meses más tarde se convirtió en el nuevo primer ministro. El Estado títere camboyano se mantuvo entre marzo y octubre de 1945.
La ocupación japonesa de Camboya acabó con la rendición de Japón, en agosto de 1945. Después de que las unidades militares aliadas entraran en Camboya, las unidades militares japonesas presentes fueron desarmadas y repatriadas. Los franceses fueron capaces de reimponer la administración colonial en Pom Pen en octubre de aquel mismo año. Después de arrestar a Son Ngoc Thanh por colaboracionismo con los japoneses, las autoridades coloniales lo exiliaron en Francia, donde vivió bajo arresto domiciliario. Algunos de sus seguidores pasaron a la clandestinidad y huyeron a la zona ocupada por Tailandia durante la guerra, donde más tarde se unirían a los movimientos independentistas, los Khmer Issarak. Estos movimientos, antifranceses y políticamente heterogéneos, se originaron gracias al apoyo tailandés, pero más tarde se dividirían en facciones contrapuestas.